# Juó Bananère
Juó Bananère (Pindamonhangaba, 11 de abril de 1892 — São Paulo, 22 de agosto de 1933) era o pseudônimo usado pelo escritor, poeta e engenheiro brasileiro Alexandre Ribeiro Marcondes Machado para criar obras literárias num patois falado pela expressiva colônia italiana de São Paulo na primeira metade do século XX. Chegando em grande número à capital em busca de oportunidades de trabalho, tornaram a cidade no maior centro de imigração italiana do país. Muitos deles não conseguiam seu objetivo, amargando subempregos e uma sofrida condição social. Mas, pelo menos, contavam com alguém na imprensa para representá-los, escrevendo nos seus dialetos de origem.

## Biografia
Alexandre possuía raizes italianas, sendo sua família descendente de Dionizio Marcone, um médico nascido no Vêneto e falecido nos Açores, no século XVIII; seus descendentes, já com o sobrenome aportuguesado para Marcondes, viriam a se estabelecer em Pindamonhangaba.
Apaixonou-se pela cultura surgida nos bairros centrais operários que se expandiam na capital paulista, como Brás, Barra Funda, Bom Retiro, Belenzinho e Bexiga, após a grande onda imigratória que fez com que a população da cidade passasse de 130 mil habitantes em 1895 a 580 mil em 1920, dos quais mais da metade eram imigrantes estrangeiros e outro quarto eram seus filhos já nascidos no Brasil.
Durante a infância morou em Araraquara e Campinas, o que o tornou um grande conhecedor do interior de São Paulo da época. Formou-se em engenharia pela Escola Politécnica da USP, chegando a ter atuado como engenheiro, pelo "Escritório Técnico dos Engenheiros Octavio F. Sampaio e Alexandre R. M. Machado".
Como jornalista, passa a escrever artigos para o jornal O Estado de S. Paulo e, em outubro de 1911, começa a assinar uma coluna na revista semanal O Pirralho, um periódico literário, político e de humor recém lançado por Oswald de Andrade, passando a usar o pseudônimo Juó Bananère, que era o nome de um personagem criado pelo escritor. O Pirralho tinha uma proposta pré-modernista, movimento literário precursor do Modernismo, que se consagrou com a Semana de Arte Moderna de 1922.

## Obras
Criou versos paródicos de sonetos de poetas famosos como Olavo Bilac, Gonçalves Dias e Luís de Camões e de poesias de Casimiro de Abreu e Guerra Junqueiro.
Com sua irreverência, incomodou diversas figuras proeminentes da política e do governo de sua época, como o prefeito de São Paulo Washington Luis e o presidente da República, marechal Hermes da Fonseca.
Utilizando-se de uma mistura de italiano e português recorrente nos bairros paulistanos de imigrantes, sua principal fonte de inspiração estava nas ruas da São Paulo pré-modernista da época, para onde retornavam também suas obras concluídas, motivo do seu  enorme sucesso de época, com repercussões em textos de outros autores.
Fez ainda paródias de La Fontaine e Machado de Assis, mantendo sempre a mistura dos idiomas italiano e português.
Durante mais de duas décadas, Juó se fez presente no cenário cultural brasileiro com seus textos criativos e bem-humorados, utilizando os mais variados estilos literários, com enorme popularidade.
Sua principal obra foi o livro La Divina Increnca, paródia da Divina Comédia, de Dante, editado pela primeira vez em 1915 e reeditado em 1924, 1966 e 1993 (esta última edição, pela Escola Politécnica da USP, nos cem anos de sua fundação, em homenagem ao ilustre ex-aluno). Todos os seus textos eram marcados por uma linguagem satírica e auto-laudatória. Juó Bananère intitulava-se Candidato à Gademia Baolista de Letras (Candidato à Academia Paulista de Letras).
Paródia de Juó Bananère ao poema "Canção do exílio" de Gonçalves Dias
Migna terra tê parmeras, 
Che ganta inzima o sabiá.
As aves che stó aqui, 
Tambê tuttos sabi gorgeá.
A abobora celestia tambê, 
Che tê lá na mia terra, 
Tê moltos millió di strella
Che non tê na Ingraterra.
Os rios lá sô maise grandi
Dus rios di tuttas naçó;
I os matto si perde di vista, 
Nu meio da imensidó.
Na migna terra tê parmeras
Dove ganta a galigna dangola;
Na migna terra tê o Vap'relli, 
Chi só anda di gartolla.
No ano de 1931 havia uma enxurrada de ideias messiânicas e salvacionistas que pululavam nas páginas dos jornais, visando relativizar a consciência nacional do homem brasileiro. Buscava-se diminuir a distância entre ¨o que se pensa¨ enquanto brasileiro e ¨o que se é¨. A época dos manifestos e palavras de ordem leva Juó Bananére a divulgar seu ¨Manifestu da a legió Inrevoluzionaria¨, uma sátira dos princípios do manifesto da Legião Revolucionária de São Paulo, escrito pelo futuro líder integralista Plínio Salgado:
- U brasile é unico e invisive.
- U tipu sociali braziliano é uma mistura di terra, di ingonomia e di storia.
- U Brasile stá sitoado nu meio do o Mondo.
- U uómo brasiliêre é figlio di tuttas razza: negro, indio, macaco, intaliano, ingreiz, turco, cearensi, pernanbugano, gauxo, afrigano i allamó.(Nota du traduttóre - Grazias a deuse io sô intaliano i sô figlio di mio paio i di mia máia i di maise ninguê)
- Inzisti una tradiçó morale braziliana chi é priciso adisgobri. Vamos apricurá.

Foi considerado por muitos como um pré-modernista, principalmente pela influência de Oswald de Andrade, tratando de forma irreverente as produções do romantismo e do parnasianismo. Além do livro La Divina Increnca, publicou também Galabaro em 1917, corruptela de Calabar.

Sua obra influenciou autores eruditos e populares como Alcântara Machado e Adoniran Barbosa.

## Enfermidade e morte
Juó Bananère foi acometido durante muitos anos por uma anemia perniciosa. Sobre o agravamento de sua doença e afastamento do jornalismo, escreveu em abril de 1932:

Io mi sento cumpretamente apenhorado co desinteresse chi voceis mostráro c’oa sospençó intemporaria da minha modesta ingollaboraçó literaria, io un povero barbiere desvalorizato, modesto, caf. Uff., dott, professore, membaro das Gademia Baolista di letteri, Gademia Brasiliere (gadera do o portiére), Gademia di Corte dona Xiquinha i varias otra, ecc. ecc. Ista sospensó porê fui independente da a migna vuluntá. Fui u cauzo che io  fiqué ammalato, aguardando u letto inzima da a gama faize quasi uno anno giá! Urtimamente as cosa  pioraro e io tive da sospendê a attividado giurnalistiche, ma ricomincio oggi di nuovamente che io stô un poco migliore ma senza cumpremisso, perché se io apiorá di nuóvo io apáro otraveis.
Morreu em São Paulo, cidade em que passou a maior parte de sua vida, em 22 de agosto de 1933, sem deixar filhos. Está sepultado no Cemitério da Consolação, também em São Paulo, ao lado da esposa Diva, que morreu três anos depois.

## Legado
Depois de sua morte, o personagem Juó Bananère ficou esquecido durante décadas, sendo eventualmente lembrado pela coletânea La Divina Increnca. Passado este período no ostracismo, sua obra voltou a ser lembrada nos processos de revisão literária sobre a Semana de Arte Moderna de 1922. Reeditados, seus textos têm sido objeto de estudos de historiadores, críticos e teóricos da literatura.

Por estes estudos recentes, o cantor, humorista e compositor Adoniran Barbosa (falecido em 1982) tem sido comparado a Juó Bananére por alguns pontos em comum: o humor nas criações e a representação do imigrante italiano. João Rubinato (nome verdadeiro de Adoniran) criou para seus programas de rádio diversos personagens, sendo o mais conhecido deles, Adoniran Barbosa, de forma que seu criador acabou se identificando com ele, da mesma forma como ocorreu com o personagem Juó Bananère e seu criador, Alexandre Ribeiro. Outra característica comum aos dois é que ambos não eram italianos, apesar de Rubinato ter ascendência italiana. Adoniran apresentava-se “com o chapéu de aba rebatida, o bigodinho de galã de antigamente, a gravata borboleta, a voz de lixa a sibilar nos plurais pernósticos ou a espraiar-se nas simplificações fonéticas da fala ítalo-caipira de São Paulo”, como bem caracterizou o poeta José Paulo Paes.